# Резолюция Совета Безопасности ООН 1372
Резолюция 1372 Совета Безопасности Организации Объединенных Наций, принятая 28 сентября 2001 года, после отзыва резолюций 1044 (1996), 1054 (1996) и 1070 (1996) о покушении на президента Египта Хосни Мубарака на саммите Организации африканского единства (ОАЕ) в эфиопской столице Аддис-Абебе 26 июня 1995 года и последующих мер, Совет отметил соблюдение Суданом и прекратил санкции против страны.
Совет Безопасности отметил шаги, предпринятые суданским правительством в соответствии с предыдущими резолюциями Совета Безопасности, и что министры иностранных дел Египта и Эфиопии поддержали отмену санкций против Судана. Она приветствовала присоединение Судана к международным конвенциям по ликвидации терроризма, таким как Международная конвенция о борьбе с бомбовым терроризмом 1997 года и Международная конвенция 1999 года о борьбе с финансированием терроризма.
Действуя в соответствии с главой VII Устава Организации Объединенных Наций, Совет снял санкции, введенные в предыдущих резолюциях Совета Безопасности против Судана. Санкции были в значительной степени символическими, и лишь немногие страны выполнили их. Резолюция была принята 14 голосами против и одним воздержанием от Соединенных Штатов. Хотя представитель Соединенных Штатов Америки одобрил соблюдение Суданом, он заявил, что подозреваемые в попытке покушения не были переданы соответствующим властям.